# Prêmio da Sociedade Austríaca de Matemática

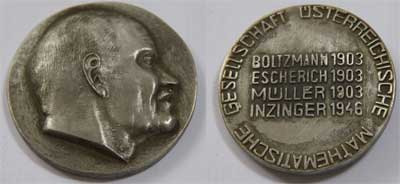
Medalha da Sociedade Austríaca de Matemática

O Prêmio da Sociedade Austríaca de Matemática (em alemão:  Förderungspreis der Österreichischen Mathematischen Gesellschaft) é o prêmio de matemática mais significativo da Áustria. É concedido a jovens matemáticos que obtiveram resultados acima da média por meio de suas pesquisas matemáticas. Uma parte substancial do trabalho deve ter sido realizado na Áustria.
O prêmio foi criado a pedido de Hans Hornich na reunião do conselho em 1955, sendo concedido desde 1956. É dotado com € 1 000 e uma medalha de honra (a frente mostra Rudolf Inzinger, o verso comemora a fundação da Sociedade Austríaca de Matemática) e está ligado a uma palestra principal no próximo congresso da Sociedade Austríaca de Matemática.

## Recipientes
- 1956 Wilfried Nöbauer
- 1958 Heinrich Brauner
- 1959 August Florian
- 1967 Fritz Schweiger, Hans Vogler
- 1968 Peter Flor, Peter Gruber
- 1970 Hans Lausch
- 1971 Peter Gerl
- 1972 Rainer Burkard
- 1980 Johannes Schoißengeier
- 1981 Johann Linhart, Viktor Losert
- 1982 Johannes Czermak
- 1983 Franz Peherstorfer
- 1984 Rudolf Taschner
- 1985 Helmut Prodinger, Robert Tichy
- 1986 Werner Georg Nowak, Anton Wakolbinger
- 1987 Wolfgang Woess
- 1988 Norbert Brunner
- 1989 Peter Kirschenhofer
- 1990 Christian Krattenthaler
- 1991 Christian Buchta
- 1992 Wolfgang Müller
- 1993 Michael Oberguggenberger
- 1994 Paul Müller
- 1996 Michael Drmota, Martin Goldstern, Gerhard Larcher, Norbert Seifter
- 1997 Peter Grabner
- 1998 Otmar Scherzer
- 1999 Gerald Teschl
- 2000 Norbert Mauser
- 2001 Andreas Čap
- 2002 Jörg Thuswaldner
- 2003 Michael Kunzinger
- 2004 Monika Ludwig, Manfred Einsiedler
- 2005 Josef Teichmann
- 2006 Friedrich Pillichshammer
- 2007 Bernhard Lamel
- 2008 Clemens Heuberger
- 2009 Alois Panholzer
- 2010 Arne Winterhof
- 2011 Christof Sparber
- 2012 Mathias Beiglböck
- 2013 Franz Schuster
- 2014 Christoph Haberl
- 2015 Christoph Aistleitner
- 2016 Aleksey Kostenko
- 2017 Michael Eichmair
- 2018 Vera Fischer
- 2019 Christopher Frei
- 2020 Julian Fischer
- 2021 Karin Schnass, Joscha Prochno[1]